# Dipterygeae
Tông Thermopsideae là một tông thực vật thuộc họ Fabaceae.
Các chi sau đây thuộc tông này theo USDA:
- Dipteryx Schreb.
- Pterodon Vogel
- Taralea Aubl.

## Hình ảnh

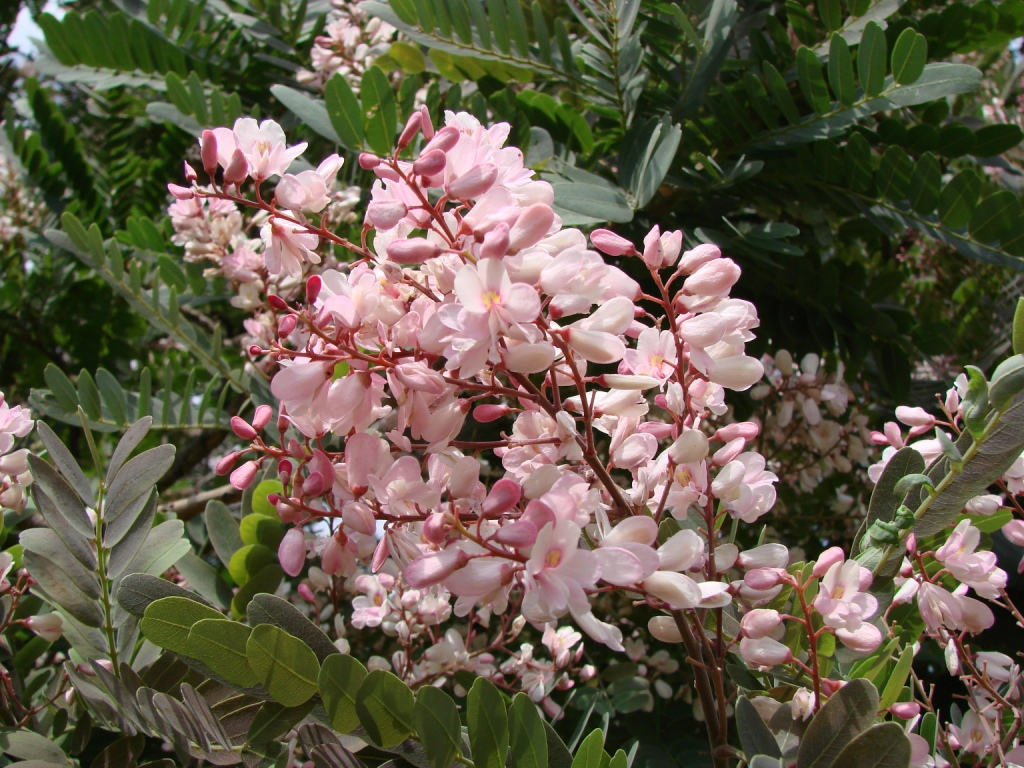
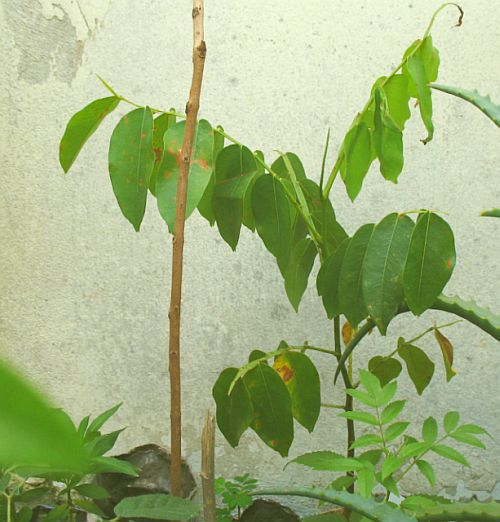